# Theofylaktos Lekapénos
Theofylaktos Lekapénos (řecky Θεοφύλακτος Λεκαπηνός; 917 – 27. února 956) byl ekumenický patriarcha Konstantinopole od 2. února 933 do své smrti v roce 956.
Theofylaktos byl nejmladším synem císaře Romana I. Lekapéna a jeho manželky Theodory. Roman plánoval svého syna učinit patriarchou, už když v roce 925 zemřel Nicholaos Mystikos, ale trvalo dva roky a proběhly dva jiné méně významné patriarcháty, než byl Theofylaktos považován za dost starého, aby mohl vykonávat povinnosti patriarchy (i když mu bylo stále jen šestnáct let). Jeho otec si zajistil i podporu papeže Jana XI. pro synovo povýšení do patriarchátu. Někdy v té době nebo i dříve byl Theofylaktos vykastrován, aby to pomohlo jeho kariéře v církvi. 
Theofylaktos byl třetím patriarchou Konstantinopole, který byl synem císaře, a jediným, který se stal patriarchou za vlády svého otce. Jeho patriarchát trvající něco málo přes třiadvacet let byl neobvykle dlouhý.  Kromě nemanželského syna, eunucha Basila Lekapéna, který byl jmenován parakoimómenem, císařovým tajemníkem, byl Theofylaktos jediným synem Romana I., který si po pádu rodu v roce 945 udržel vysoký úřad.
Theofylaktos podporoval politiku svého otce a prosazoval církevní ekumenismus, když byl v těsném kontaktu s řeckými patriarcháty Alexandrie a Antiochie. Koncem 40. let 10. století poslal misionáře k Maďarům ve snaze pomoci úsilí císařské diplomacie. Přibližně ve stejnou dobu Theofylaktos radil svému synovci, bulharskému caru Petrovi I., ohledně nové bogomilské hereze. Theofylaktos zavedl do byzantské liturgie divadelní prvky, což konzervativní duchovenstvo nechtělo přijmout.
Theofylaktovi kritici ho popisují jako neuctivého muže, který se zajímal hlavně o svou obrovskou stáj koní a byl schopen opustit slavení božské liturgie v katedrále Hagia Sofia, jen aby mohl být přítomen hříbení své oblíbené klisny. Theofylaktos zemřel v roce 956 po pádu z koně.